# Psycho’s Path
Psycho's Path — сольный студийный альбом Джон Лайдона, вышедший 17 июня 1997 года на Virgin Records. Лайдон пел на всех песнях и играл на большинстве инструментах сам, в дополнительных гитарных и клавишных партиия участвовали Мартин Лайдон и Марк Сондерс.

## Об альбоме
Psycho's Path был записан в подвальной студии Лайдона в его доме, в Лос-Анджелесе. Несколько ремиксов от The Chemical Brothers, Moby, Leftfield, и Дэнни Сабера были добавлены на альбом по требованию Virgin Records, чтобы удлинить альбом и притянуть слушателей танцевальных клубов.

## Список композиций
| №   | Название                               | Длительность |
| --- | -------------------------------------- | ------------ |
| 1.  | «Grave Ride»                           | 4:28         |
| 2.  | «Dog»                                  | 5:22         |
| 3.  | «Psychopath»                           | 4:29         |
| 4.  | «Sun»                                  | 3:57         |
| 5.  | «Another Way»                          | 6:08         |
| 6.  | «Dis-Ho»                               | 4:43         |
| 7.  | «Take Me»                              | 3:11         |
| 8.  | «A No and a Yes»                       | 5:56         |
| 9.  | «Stump»                                | 4:51         |
| 10. | «Armies»                               | 3:30         |
| 11. | «Open Up (Chemical Brothers Mix Edit)» | 4:58         |
| 12. | «Grave Ride (Moby Mix)»                | 6:32         |
| 13. | «Sun (Leftfield Mix)»                  | 4:13         |
| 14. | «Psychopath (Leftfield Mix)»           | 4:20         |
| 15. | «Stump (Danny Saber Mix)»              | 5:48         |